# Sudden Strike 4
Sudden Strike 4 ist ein Echtzeit-Strategiespiel für mehrere Betriebssysteme und Spielkonsolen, das den Landkrieg im Zweiten Weltkrieg thematisiert. Das Echtzeit-Taktikspiel ist das fünfte Spiel der Sudden-Strike-Reihe und die vierte Standalone-Version. Die Kriegssimulation ist das erste Computerspiel, das vom ungarischen Entwicklerstudio Kite Games entwickelt wurde, einer im Mai 2014 gegründeten Firma von branchenerfahrenen Spieleentwicklern. Der englische Titel Sudden Strike [ˈsʌdən straɪk] bedeutet unmittelbarer Militärschlag.

## Veröffentlichung
Ursprünglich war die Veröffentlichung für Windows und PlayStation 4 für den 27. Juni 2017 terminiert, wurde aber auf den 11. August 2017 für Windows und den 15. August für die PlayStation 4 verschoben. Am 11. August 2017 erschien auch die Linux-Version auf der Vertriebsplattform Steam. Die Portierung für die Xbox One erschien am 25. Mai 2018.

## Spielmechanik
Sudden Strike 4 simuliert die Eigenschaften von motorisierter Infanterie und gepanzerten Fahrzeugen in einer Gefechtsfeldumgebung. Der Einzelspieler-Modus bietet drei Kampagnen mit je sieben Missionen auf Seiten der Wehrmacht, United States Army und British Army sowie der Roten Armee. Jede der Missionen in den verschiedenen Kampagnen basiert auf realen Schlachten und Gefechten im Zweiten Weltkrieg. So führt der Spieler beispielsweise in der deutschen Kampagne die Wehrmacht im Westfeldzug, Unternehmen Barbarossa, Schlacht von Stalingrad, Unternehmen Zitadelle und während der Ardennenoffensive. Der Überfall auf Polen dient als Tutorial und ist der Auftakt zur deutschen Kampagne.
Die Spielmechanik basiert stark auf denen ihrer Vorgänger, wobei der Schwerpunkt auf viel Mikromanagement und den einzigartigen Eigenschaften und Fähigkeiten begrenzter Einheiten liegt, anstatt auf der Sammlung von Ressourcen und dem Basisbau. Der Spieler übernimmt die Steuerung mechanisierter Infanterieeinheiten auf Kompanie bis unterhalb Bataillonsebene, er kann Einheiten selektieren, gruppieren, positionieren und befehligen. Die gegnerischen Streitkräfte sind aufzuklären und in effektive Schussreichweite zu bringen, wozu mindestens eine Fraktion sich auf die andere zubewegen muss. Flächenbeschuss durch Artillerie ist auch außerhalb des Sichtbereichs möglich.
Verstärkungen spielen weiterhin eine Rolle, sind jedoch getriggert bzw. geskriptet. Jede Fraktion bietet drei verschiedene Kommandeure mit unterschiedlichen Doktrin und Skillbäumen. Unter den Kommandeuren sind berühmte Generäle des Zweiten Weltkriegs wie George S. Patton, Heinz Guderian, Bernard Montgomery und Georgi Konstantinowitsch Schukow. Punktuell kann Luftnahunterstützung oder Schiffsartillerie angefordert werden. Zu den über 100 simulierten Kampffahrzeugen gehören alliierte, deutsche und sowjetische Kampfpanzer, Jagdpanzer, Selbstfahrlafetten, Panzerartillerie, Radpanzer und Flugabwehrpanzer.
Die Umgebung ist teilweise zerstörbar, Brücken und Häuser können gesprengt, Eisflächen zum Bersten gebracht, Bäume niedergefahren werden. Tiefer Matsch, Schnee oder Gewässer verlangsamen die Marschgeschwindigkeit.

## Technik
Die Grafikdarstellung erfolgt durch die Unity3D-Engine dreidimensional in Überblicksperspektive. Die zunächst einfache Kartendarstellung wurde nach einem Update im Februar 2018 verbessert und kann nun in drei Stufen gezoomt, leicht gekippt wie auch gedreht werden. Sudden Strike verwendet eine Physik-Engine, bei der Häuser und Gebäude den Sicht- und Feuerbereich von Einheiten behindern, während Baumgruppen Deckung bieten. Die Spielgeschwindigkeit erfolgt in Echtzeit, kann jedoch angehalten werden, um Einheiten weitere Kommandos zu erteilen.

## Erweiterungen
Das Spiel wurde um vier Kampagnen in Form von Downloadable Contents erweitert:
| Name                   | Missionen | Kommandeure | Neue Einheiten                                                                 |
| ---------------------- | --------- | ----------- | ------------------------------------------------------------------------------ |
| Road to Dunkirk        | 4         | 2           | 10 neue Einheiten sowie zusätzliche Gebäude und Schiffe                        |
| Finland – Winter Storm | 6         | 3           | 19 neue Fahrzeuge, zusammen mit zusätzlichen Gebäuden und Infanterieeinheiten. |
| Africa – Desert War    | 6         | 5           | 30 neue Fahrzeuge                                                              |
| The Pacific War        | 10        | 6           | 50 neue Einheiten, darunter verschiedene Flugzeugträger                        |

## Rezeption
| GameStar      | 83 %         |
| PC Games      | 8/10         |
| Computer Bild | befriedigend |
| 4Players      | 72 %         |
| M! Games      | 74 %         |
| Gamingnerd    | 77 %         |
| GamingTrend   | 80 %         |
| GBase         | 6.5          |
| Metacritic    | 70 %         |

„Sudden Strike 4 modernisiert prima das alte Spielgefühl: Taktik ist Trumpf, jede Einheit zählt. Starke Kampagnen, dünner Multiplayer-Inhalt.“

„Sudden Strike 4 ist ein solides RTS geworden, dass eine ganze Weile auch mit taktischem Tiefgang zu glänzen scheint. Es sieht klasse aus, und die Gefechte bringen eine tolle Atmosphäre mit. Das nutzt sich aber schneller ab als mir lieb wäre. Schon nach kurzer Zeit überrascht mich nichts mehr. Stattdessen spiele ich die Dummheit der KI gegen sie aus.“

„Die Entwickler erfinden zwar die Panzerkette nicht neu, aber die Mischung aus vielen großen Schlachten und einigen kleineren Einsätzen ist abwechslungsreich und spannend inszeniert. […] Gestört hat uns vor allem das Mikromanagement, das in einigen Missionen ziemlich im Vordergrund steht. Das Aufpassen auf Treibstoff und sonstige Ausrüstung ist zwar von der Bedienung her sauber gelöst, aber auf Dauer etwas monoton. Immerhin artetet das Ganze dank der Pausenfunktion per Leertaste nicht in Hektik aus. Wer das Szenario von Sudden Strike 4 mag, sich nicht an den stark geskripteten Missionen stört und sich vielleicht auch noch für die Mod-Community interessiert, bekommt hier sehr soliden Strategiespaß.“